# Nooit of nooit
Nooit of nooit is een single van John Terra. Het is afkomstig van zijn album John Terra. Terra bevond zich toen onder de vleugels van Jean Kluger, een muziekproducent, die veel plaatselijke (lees Vlaamse) hits produceerde.
In Nederland had Terra slechts één bescheiden hitje, Ik weet niet waarom, met een tipnotering in de Nederlandse Tipparade. In België had hij 8 noteringen.

## Hitnotering

### BelgischeBRT Top 30
| Hitnotering: 2-2-1974 t/m 6-4-1974 | Hitnotering: 2-2-1974 t/m 6-4-1974 | Hitnotering: 2-2-1974 t/m 6-4-1974 | Hitnotering: 2-2-1974 t/m 6-4-1974 | Hitnotering: 2-2-1974 t/m 6-4-1974 | Hitnotering: 2-2-1974 t/m 6-4-1974 | Hitnotering: 2-2-1974 t/m 6-4-1974 | Hitnotering: 2-2-1974 t/m 6-4-1974 | Hitnotering: 2-2-1974 t/m 6-4-1974 | Hitnotering: 2-2-1974 t/m 6-4-1974 | Hitnotering: 2-2-1974 t/m 6-4-1974 |
| Week:                              | 1                                  | 2                                  | 3                                  | 4                                  | 5                                  | 6                                  |                                    |                                    | 7                                  |                                    |
| ---------------------------------- | ---------------------------------- | ---------------------------------- | ---------------------------------- | ---------------------------------- | ---------------------------------- | ---------------------------------- | ---------------------------------- | ---------------------------------- | ---------------------------------- | ---------------------------------- |
| Positie:                           | 20                                 | 13                                 | 23                                 | 13                                 | 28                                 | 23                                 | x                                  | x                                  | 26                                 | uit                                |